# しぇからしか!
「しぇからしか!」は、日本の女性アイドルグループ・HKT48とロックバンド・氣志團のコラボレーションである「HKT48 feat. 氣志團」による楽曲。作詞は秋元康、作曲は大分Kenが担当した。2015年11月25日にHKT48の6作目のシングルとしてユニバーサルミュージック（EMI RECORDS）から発売された。楽曲のセンターポジションは兒玉遥が務めた。

## 背景とリリース
2015年10月11日にパシフィコ横浜で開催された『12秒 全国握手会』において、氣志團のリーダー・綾小路翔より、HKT48と氣志團が出演するドラマ『マジすか学園番外編』（日本テレビ）の制作および両グループのコラボレーションによる6thシングルが発売されることが発表された。
なお、表題曲のタイトルである「しぇからしか」は、HKT48の本拠地・福岡県を中心とする九州地方の方言で「うるさい」という意味を持つ。
初選抜メンバーは坂口理子、山下エミリーの2名。渕上舞が3rdシングル「桜、みんなで食べた」以来、約1年8か月ぶりの選抜復帰となった。前作シングル「12秒」選抜メンバーとの比較では、同作で選抜復帰となった植木南央、村重杏奈の2名、およびHKT48との兼任解除の木本花音（SKE48）が当作では選抜メンバーから外れた。
またカップリングには、各仕様とも「黄昏のタンデム」を収録するほか、TYPE-AにチームH、TYPE-BにチームKIVの楽曲、TYPE-Cに矢吹奈子のソロ曲「いじわるチュー」を収録。劇場盤には森保まどかがピアノを担当したナンバー「恋の指先」が収められる。
2015年11月20日に放送されたテレビ朝日の音楽番組『ミュージックステーション』で初披露。また、翌21日にNHK BSプレミアムで放送された『AKB48 SHOW!』では、フルコーラス披露されたが、HKT48メンバーのみの出演となり氣志團は不参加であった。

## アートワーク
| Type-A | 多田愛佳・兒玉遥・指原莉乃・田島芽瑠・田中美久・宮脇咲良・本村碧唯・矢吹奈子・氣志團 |
| Type-B | 兒玉遥・坂口理子・指原莉乃・渕上舞・松岡菜摘・宮脇咲良・森保まどか・氣志團           |
| Type-C | 穴井千尋・神志那結衣・兒玉遥・指原莉乃・朝長美桜・宮脇咲良・山下エミリー・氣志團     |
| 劇場盤 | 兒玉遥・指原莉乃・宮脇咲良・氣志團                                                   |

## チャート成績
「しぇからしか!」のシングルCDは、2015年12月7日付オリコン週間シングルチャートにおいて初登場で1位にランクインした。同チャートにおいて女性グループと男性グループによるコラボレーション作品が1位を獲得したのは初である。また、氣志團としては初めてオリコンチャートで1位を獲得した。初動売上は約28万1000枚であり、HKT48の関連シングルにおける初動売上の最高記録を更新した。また、初動のみでオリコン月間シングルチャート第1位を獲得した。

## ミュージック・ビデオ
「しぇからしか!」のミュージック・ビデオは千葉県富津市の鶴峯八幡神社境内で撮影された。HKT48の表題曲のMVを野外で撮影するのは今作が初。今作の振付はChoreographer 詩織（HKT48のライブなどの振付担当）によるもの。氣志團のデビュー曲である「One Night Carnival」をオマージュした振りも取り入れられている。
なお、このMVにおいてHKT48メンバーは、「しぇからしか!」を主題歌に使用している『マジすか学園0 木更津乱闘編』の劇中にメンバーそれぞれが着用する衣装（指原・兒玉・宮脇の3人はその上にオリジナルの特攻服を着ている）で登場するほか、同作品の映像が多数使用されている。

## メディアでの使用
しぇからしか!」
日本テレビ『マジすか学園0 木更津乱闘編』主題歌
黄昏のタンデム
AiiA 携帯カードゲーム『HKT48 栄光のラビリンス』CM曲
Buddy
常盤薬品工業『なめらか本舗』宣伝部長就任 篇 CM曲

## シングル収録トラック

### Type-A
| #         | タイトル                             | 作詞      | 作曲         | 編曲         | 時間  |
| --------- | ------------------------------------ | --------- | ------------ | ------------ | ----- |
| 1.        | 「しぇからしか!」(HKT48 feat.氣志團) | 秋元康    | 大分Ken      | 佐々木裕     | 4:11  |
| 2.        | 「黄昏のタンデム」                   | 秋元康    | 外山大輔     | 外山大輔     | 4:11  |
| 3.        | 「Buddy」(Team H)                    | 秋元康    | 井上ヨシマサ | 井上ヨシマサ | 4:49  |
| 4.        | 「しぇからしか! (Instrumental)」     |           | 大分Ken      | 佐々木裕     | 4:11  |
| 5.        | 「黄昏のタンデム (Instrumental)」    |           | 外山大輔     | 外山大輔     | 4:11  |
| 6.        | 「Buddy (Instrumental)」             |           | 井上ヨシマサ | 井上ヨシマサ | 4:48  |
| 合計時間: | 合計時間:                            | 合計時間: | 合計時間:    | 合計時間:    | 26:12 |

| #  | タイトル                                 | 作詞 | 作曲・編曲 | 監督         | 時間 |
| -- | ---------------------------------------- | ---- | ---------- | ------------ | ---- |
| 1. | 「しぇからしか! (Music Video)」          |      |            | 土屋隆俊     | 4:14 |
| 2. | 「Buddy (Music Video)」                  |      |            | 川村ケンスケ |      |
| 3. | 「「マジすか学園0 木更津乱闘編」SP映像」 |      |            |              |      |
| 4. | 「Making of“しぇからしか!”MV」           |      |            |              |      |

### Type-B
| #         | タイトル                             | 作詞      | 作曲      | 編曲      | 時間  |
| --------- | ------------------------------------ | --------- | --------- | --------- | ----- |
| 1.        | 「しぇからしか!」(HKT48 feat.氣志團) | 秋元康    | 大分Ken   | 佐々木裕  | 4:11  |
| 2.        | 「黄昏のタンデム」                   | 秋元康    | 外山大輔  | 外山大輔  | 4:11  |
| 3.        | 「夢見るチームKIV」(Team KIV)        | 秋元康    | 川浦正大  | 若田部誠  | 3:43  |
| 4.        | 「しぇからしか! (Instrumental)」     |           | 大分Ken   | 佐々木裕  | 4:11  |
| 5.        | 「黄昏のタンデム (Instrumental)」    |           | 外山大輔  | 外山大輔  | 4:11  |
| 6.        | 「夢見るチームKIV (Instrumental)」   |           | 川浦正大  | 若田部誠  | 3:42  |
| 合計時間: | 合計時間:                            | 合計時間: | 合計時間: | 合計時間: | 24:00 |

| #  | タイトル                          | 作詞 | 作曲・編曲 | 監督     | 時間 |
| -- | --------------------------------- | ---- | ---------- | -------- | ---- |
| 1. | 「しぇからしか! (Music Video)」   |      |            | 土屋隆俊 | 4:14 |
| 2. | 「夢見るチームKIV (Music Video)」 |      |            | 土屋隆俊 |      |
| 3. | 「HKT48団結BBQ大会（前編）」      |      |            |          |      |

### Type-C
| #         | タイトル                             | 作詞      | 作曲      | 編曲           | 時間  |
| --------- | ------------------------------------ | --------- | --------- | -------------- | ----- |
| 1.        | 「しぇからしか!」(HKT48 feat.氣志團) | 秋元康    | 大分Ken   | 佐々木裕       | 4:11  |
| 2.        | 「黄昏のタンデム」                   | 秋元康    | 外山大輔  | 外山大輔       | 4:11  |
| 3.        | 「いじわるチュー」(矢吹奈子)         | 秋元康    | 川浦正大  | 野中“まさ”雄一 | 3:51  |
| 4.        | 「しぇからしか! (Instrumental)」     |           | 大分Ken   | 佐々木裕       | 4:11  |
| 5.        | 「黄昏のタンデム (Instrumental)」    |           | 外山大輔  | 外山大輔       | 4:11  |
| 6.        | 「いじわるチュー (Instrumental)」    |           | 川浦正大  | 野中“まさ”雄一 | 3:51  |
| 合計時間: | 合計時間:                            | 合計時間: | 合計時間: | 合計時間:      | 24:18 |

| #  | タイトル                         | 作詞 | 作曲・編曲 | 監督     | 時間 |
| -- | -------------------------------- | ---- | ---------- | -------- | ---- |
| 1. | 「しぇからしか! (Music Video)」  |      |            | 土屋隆俊 | 4:14 |
| 2. | 「いじわるチュー (Music Video)」 |      |            | 三石直和 |      |
| 3. | 「HKT48団結BBQ大会（後編）」     |      |            |          |      |

### 劇場盤
| #         | タイトル                             | 作詞      | 作曲      | 編曲      | 時間  |
| --------- | ------------------------------------ | --------- | --------- | --------- | ----- |
| 1.        | 「しぇからしか!」(HKT48 feat.氣志團) | 秋元康    | 大分Ken   | 佐々木裕  | 4:11  |
| 2.        | 「黄昏のタンデム」                   | 秋元康    | 外山大輔  | 外山大輔  | 4:11  |
| 3.        | 「恋の指先」                         | 秋元康    | IKEZO     | IKEZO     | 3:49  |
| 4.        | 「しぇからしか!（Instrumental）」    |           | 大分Ken   | 佐々木裕  | 4:11  |
| 5.        | 「黄昏のタンデム（Instrumental）」   |           | 外山大輔  | 外山大輔  | 4:11  |
| 6.        | 「恋の指先（Instrumental）」         |           | IKEZO     | IKEZO     | 3:48  |
| 合計時間: | 合計時間:                            | 合計時間: | 合計時間: | 合計時間: | 24:21 |

## 選抜メンバー
- 穴井千尋
- 多田愛佳
- 神志那結衣
- 兒玉遥
- 坂口理子
- 指原莉乃
- 田島芽瑠
- 田中美久
- 朝長美桜
- 渕上舞
- 松岡菜摘
- 宮脇咲良
- 本村碧唯
- 森保まどか
- 矢吹奈子
- 山下エミリー